# Јасеновац и Градишка Стара

Јасеновац и Градишка Стара је шовинистичка и неонацистичка песма на хрватском језику, источнохерцеговачком дијалекту. Иако су је неки од хрватских певача изводили, аутор ове песме није познат.
У песми се величају и славе усташе, Независна Држава Хрватска и посебно усташки покољ Срба у НДХ у току Другог светског рата. Назив песме односи се на два концентрациона логора у НДХ, логор Јасеновац и логор Стара Градишка. Текст песме поименично спомиње и Вјекослава Макса Лубурића, Јура Францетића, усташку јединицу Црна легија и поглавника НДХ Анту Павелића. Текст обилује псовкама, од којих је једна упућена социјалдемократском (раније комунистичком) политичару Ивици Рачану. Убице у Јасеновцу и Старој Градишки се у песми називају „Максови месари“.
Песма се врло често јавно пева у Хрватској на јавним приредбама као што су концерти и фудбалске утакмице.
Јасеновац и Градишка Стара је најчешће певана на концертима хрватског певача Марка Перковића Томпсона, где је пева публика а и сам Перковић. Перковићево јавно величање усташтва и Независне Државе Хрватске на овај начин довело је до забране његових концерата у Холандији те до забране уласка у Швајцарску за период од три године.